# Slovenské Ďarmoty
Slovenské Ďarmoty este o comună slovacă, aflată în districtul Veľký Krtíš din regiunea Banská Bystrica. Localitatea se află la altitudinea de 142 m deasupra n.m., se întinde pe o suprafață de 10,04 km2 și în 2017 număra 553 de locuitori. Se învecinează cu Balassagyarmat, Koláre, Chrastince, Lesenice, Opatovská Nová Ves și Záhorce.
Localitatea este înfrățită cu Casavatore și Balassagyarmat.

## Demografie
| An:                | 1994 | 2004   | 2014   | 2024    |
| ------------------ | ---- | ------ | ------ | ------- |
| Număr de persoane: | 611  | 553    | 570    | 500     |
| Diferență:         |      | −9,49% | +3,07% | −12,28% |

| An:                | 2023 | 2024   |
| ------------------ | ---- | ------ |
| Număr de persoane: | 493  | 500    |
| Diferență:         |      | +1,41% |